# ناپلئون دوم
ناپلئون دوم (به فرانسوی: Napoléon II) (ناپلئون فرانسوا ژوزف شارل بناپارت) (زاده ۲۰ مارس ۱۸۱۱ میلادی – درگذشته ۲۲ ژوئیه ۱۸۳۲ میلادی) پسر ناپلئون بناپارت و همسر دوم او ماری لوئیز (دوشس پارما) بود.
ناپلئون دوم از بدو تولد شاه روم لقب گرفت. او مدت کوتاهی دومین امپراتور فرانسه شد. او در اتریش بزرگ شد. مادر او، ماری لوئیز، عاشق یکی از افسران دربار وین شد و از ناپلئون غفلت کرد.
او در ۲۲ ژوئیه ۱۸۳۲ بر اثر سینه پهلو درگذشت.

## انتقال جسد به پاریس
در پانزدهم دسامبر ۱۹۴۰، آدولف هیتلر دستور داد تا جسد او از وین به پاریس منتقل شده و در کنار قبر پدرش ناپلئون یکم، در لزنولید دفن شود. هرچند شاهزاده جوان مدتی در کنار پدرش - که هرگز او را ندیده بود - آرام گرفت، اما مدتی بعد جسدش به یک کلیسا در لزنولید منتقل شد.

## نگارخانه

Coat of arms, as the King of Rome.
Coat of arms, as the Emperor of the French (titular).
Coat of arms, as the Duke of Reichstadt.